# هنري بيريه
هنري بيريه (1873-1958) (بالإنجليزية: Joseph Marie Henry Alfred Perrier de la Bâthie)‏ هو عالم نبات فرنسي.

## نباتات وصفها هنري بيريه
- أوجينيا أليفة الرمال
- بن برييري
- تبلدي سواريزي
- دغموس مالغاسي
- غرسنية أليفة الكالسيوم
- كلنكوة رباعية الأوراق
- كلنكوة سواريزية
- هليلج أليف الكالسيوم
- وعلان حجري